# Como 1907 2020-2021
Questa voce raccoglie le informazioni riguardanti il Como 1907 nelle competizioni ufficiali della stagione 2020-2021.

## Stagione
Nella stagione 2020-2021 il Como disputa e vince il girone A del campionato di Serie C con 75 punti, ritornando in Serie B dopo cinque anni. La stagione dei lariani è iniziata con il tecnico Marco Banchini, in sella fino fine novembre, poi sostituito da Giacomo Gattuso. Al termine del girone di andata il Como con 40 punti è secondo, a due punti dalla sorpresa di stagione il Renate. Nel girone di ritorno rallentano un po' tutte, i biancoblù con 75 punti si prendono il primo posto con sette lunghezze di vantaggio sull'Alessandria. Il centrocampista cosentino Massimiliano Gatto autore di 14 reti risulta il miglior realizzatore comasco, ben spalleggiato dalla punta Alessandro Gabrielloni che firma 12 reti. A maggio al termine del campionato il Como con Perugia e Ternana, che hanno vinto gli altri due gironi di Serie C, disputa la Supercoppa di Serie C, perdendo però le due gare, il trofeo è stato vinto dalla Ternana. Per questa stagione non è stata disputata la Coppa Italia di Serie C.

## Divise e sponsor
Main sponsor per la stagione 2020-2021 è l'agenzia interinale olandese Randstad.
| Casa | Trasferta | Terza divisa |

## Organigramma societario
Area direttiva
- Amministratore unico: Dennis Wise
- Direttore generale: Carlalberto Ludi
- Segretario area amministrativa: Eros Greggio

Area organizzativa
- Segretario generale: Michelangelo Vitali

Area comunicazione
- Responsabile: Marco Mancinelli
- Ufficio stampa: Vincenzo Carrante

Area marketing
- Ufficio marketing: Marco Mancinelli
- Direttore commerciale: Flavio Farè

Area tecnica
- Direttore sportivo: Carlalberto Ludi
- Allenatore: Marco Banchini, poi Giacomo Gattuso
- Allenatore in seconda: Giacomo Gattuso, poi Massimiliano Guidetti
- Preparatore atletico: Andrea Bernasconi e Daniele Miraglia
- Preparatore dei portieri: Alessandro Cartago
- Team Manager: Cosimo De Luca

Area sanitaria
- Medici sociali: Alberto Giughello
- Fisioterapista: Simone Gallo
- Massaggiatore: Gianstefano Goj

## Rosa
| N. |                        | Ruolo | Calciatore                   |
| -- | ---------------------- | ----- | ---------------------------- |
| 1  | Italia (bandiera)      | P     | Davide Facchin               |
| 12 | Italia (bandiera)      | P     | Pierre Bolchini              |
| 22 | Italia (bandiera)      | P     | Luca Zanotti                 |
| 2  | Italia (bandiera)      | D     | Dario Toninelli              |
| 4  | Italia (bandiera)      | D     | Matteo Solini                |
| 5  | Italia (bandiera)      | D     | Edoardo Bovolon              |
| 13 | Italia (bandiera)      | D     | Luca Andrea Crescenzi        |
| 15 | Italia (bandiera)      | D     | Gabriele Soldi               |
| 16 | Italia (bandiera)      | D     | Nicholas Allievi             |
| 23 | Inghilterra (bandiera) | D     | Matthew Colin Foulds         |
| 23 | Italia (bandiera)      | D     | Luca Germoni                 |
| 24 | Ghana (bandiera)       | D     | Derek Emmanuel Adjei Agyakwa |
| 26 | Italia (bandiera)      | D     | Andrea Magrini               |
| 27 | Italia (bandiera)      | D     | Davide Bertoncini            |
| 30 | Italia (bandiera)      | D     | Giacomo Ferrazzo             |
| 33 | Italia (bandiera)      | D     | Simone Sbardella             |
| 34 | Marocco (bandiera)     | D     | Azzedine Dkidak              |
| 3  | Italia (bandiera)      | C     | Gabriele De Nuzzo            |
| 6  | Italia (bandiera)      | C     | Alessio Iovine               |

| N. |                                | Ruolo | Calciatore                           |
| -- | ------------------------------ | ----- | ------------------------------------ |
| 7  | Italia (bandiera)              | C     | Giovanni Terrani                     |
| 8  | Italia (bandiera)              | C     | Enrico Celeghin                      |
| 11 | Italia (bandiera)              | C     | Manuel Cicconi                       |
| 14 | Italia (bandiera)              | C     | Alessandro Bellemo                   |
| 18 | Marocco (bandiera)             | C     | Ismail H'Maidat                      |
| 20 | Irlanda del Nord (bandiera)    | C     | Amrit Padraig Singh Bansal-McNulty   |
| 21 | Italia (bandiera)              | C     | Tommaso Arrigoni                     |
| 28 | Costa d'Avorio (bandiera)      | C     | Christian Loic Koffi                 |
| 24 | Bandiera della Guyana francese | C     | Alvin Kevin Daniëls                  |
| 29 | Italia (bandiera)              | C     | Matteo Vincenzi                      |
| 36 | Italia (bandiera)              | C     | Umberto Pelà                         |
| 44 | Italia (bandiera)              | C     | Lorenzo Peli                         |
| 9  | Italia (bandiera)              | A     | Alessandro Gabrielloni               |
| 10 | Italia (bandiera)              | A     | Massimiliano Gatto                   |
| 17 | Italia (bandiera)              | A     | Lorenzo Rosseti                      |
| 19 | Inghilterra (bandiera)         | A     | Lewis Jon Walker                     |
| 30 | Suriname (bandiera)            | A     | Geoffrey Wynton Mandelano Castillion |
| 32 | Argentina (bandiera)           | A     | Franco Ferrari                       |

## Risultati

### Serie C

#### Girone di andata
| Arbitro: | Galipò (Firenze) |

|                                  |           |                                          |
| Kabashi 30’ Galuppini 41’ (rig.) | Marcatori | 15’, 59’ M. Gatto 34’ (rig.) Gabrielloni |

| Arbitro: | Ancora (Roma) |

|                 |           |  |
| Gabrielloni 90’ | Marcatori |  |

| Arbitro: | Repace (Perugia) |

|             |           |                           |
| Marqués 77’ | Marcatori | 28’ Arrigoni 56’ M. Gatto |

| Arbitro: | Cudini (Fermo) |

|  |           |                             |
|  | Marcatori | 23’ Mangni 29’, 51’ Capogna |

| Arbitro: | Garofalo (Torre del Greco) |

|                               |           |                                              |
| Scalzi 9’ Cruciani 77’ (rig.) | Marcatori | 13’ Bellemo 28’ Iovine 73’ (rig.) F. Ferrari |

| Como 22 ottobre 2020, ore 20:30 CEST 6ª giornata | Como              | 0 – 0 referto | Pergolettese | Stadio Giuseppe Sinigaglia (315 spett.)\| Arbitro: \| Zucchetti (Siena) \| |
| Arbitro:                                         | Zucchetti (Siena) |               |              |                                                                            |

| Arbitro: | Vergara (Bari) |

|                          |           |                 |
| Finardi 51’ F. Perna 91’ | Marcatori | 15’ Gabrielloni |

| Arbitro: | Lovison (Padova) |

|            |           |  |
| Solini 54’ | Marcatori |  |

| Arbitro: | Catanoso (Reggio Calabria) |

|                        |           |                                         |
| Terrani 25’ Iovine 39’ | Marcatori | 15’ (aut.) Bovolon 45+2’ (rig.) Ragatzu |

| Arbitro: | Pirrotta (Barcellona Pozzo di Gotto) |

|  |           |                 |
|  | Marcatori | 42’ Gabrielloni |

| Arbitro: | Saia (Palermo) |

|             |           |                               |
| Magrini 27’ | Marcatori | 12’ (rig.) Rolando 43’ Zerbin |

| Arbitro: | Perri (Roma) |

|               |           |                               |
| Galeandro 87’ | Marcatori | 42’ (rig.) Terrani 86’ Solini |

| Como 29 novembre 2020, ore 21:00 CET 13ª giornata | Como           | 0 – 0 referto | Piacenza | Stadio Giuseppe Sinigaglia (0 spett.)\| Arbitro: \| Carella (Bari) \| |
| Arbitro:                                          | Carella (Bari) |               |          |                                                                       |

| Arbitro: | Scatena (Avezzano) |

|                            |           |                              |
| Magrassi 63’ Tommasini 85’ | Marcatori | 64’ Gabrielloni 66’ M. Gatto |

| Arbitro: | Di Cairano (Ariano Irpino) |

|                             |           |               |
| M. Gatto 2’ T. Arrigoni 78’ | Marcatori | 38’ Calderini |

| Arbitro: | N. Marini (Trieste) |

|                                       |           |                                                       |
| Simeoni 12’ Boccardi 39’ Sersanti 57’ | Marcatori | 8’ F. Ferrari 30’, 44’ Cicconi 77’ (rig.) Gabrielloni |

| Arbitro: | Grasso (Ariano Irpino) |

|              |           |  |
| M. Gatto 12’ | Marcatori |  |

| Arbitro: | Rutella (Enna) |

|  |           |                         |
|  | Marcatori | 19’ Cicconi 82’ Terrani |

| Arbitro: | Luciani (Roma) |

|                     |           |  |
| M. Gatto 33’ (rig.) | Marcatori |  |

#### Girone di ritorno
| Arbitro: | Panettella (Bari) |

|                               |           |                |
| Gabrielloni 9’ F. Ferrari 84’ | Marcatori | 35’ Maistrello |

| Arbitro: | Moriconi (Roma) |

|             |           |  |
| Maurizi 73’ | Marcatori |  |

| Arbitro: | Garofalo (Torre del Greco) |

|                                                 |           |  |
| M. Gatto 7’ Terrani 17’ (rig.) F. Ferrari 90+4’ | Marcatori |  |

| Arbitro: | Maranesi (Ciampino) |

|                                                             |           |  |
| Crescenzi 19’ (aut.) Mangni 48’ Capogna 53’ Mastroianni 77’ | Marcatori |  |

| Arbitro: | Virgilio (Trapani) |

|                 |           |  |
| T. Arrigoni 82’ | Marcatori |  |

| Arbitro: | Perenzoni (Rovereto) |

|                  |           |                        |
| Varas 79’ (rig.) | Marcatori | 39’ Iovine 51’ Bellemo |

| Arbitro: | Arena (Torre del Greco) |

|                          |           |                 |
| M. Gatto 18’ Bellemo 49’ | Marcatori | 45+1’ Palazzolo |

| Arbitro: | Pascarella (Nocera Inferiore) |

|                          |           |            |
| Latte Lath 5’ Parker 48’ | Marcatori | 73’ Walker |

| Arbitro: | Vigile (Cosenza) |

|                         |           |  |
| Lella 57’, 63’ Udoh 73’ | Marcatori |  |

| Arbitro: | Kumara (Verona) |

|              |           |  |
| M. Gatto 82’ | Marcatori |  |

| Arbitro: | Marcenaro (Genova) |

|          |           |              |
| Comi 54’ | Marcatori | 34’ M. Gatto |

| Arbitro: | Fontani (Siena) |

|              |           |                           |
| M. Gatto 90’ | Marcatori | 26’ Giorgione 83’ Manconi |

| Arbitro: | Fiero (Pistoia) |

|             |           |  |
| Corbari 76’ | Marcatori |  |

| Arbitro: | Delrio (Reggio Emilia) |

|                                                                   |           |                        |
| Benassi 9’ (aut.) Rosseti 14’ (rig.) Gabrielloni 64’ M. Gatto 85’ | Marcatori | 27’ (rig.), 70’ Caponi |

| Arbitro: | Gualtieri (Asti) |

|  |           |                |
|  | Marcatori | 68’ F. Ferrari |

| Arbitro: | Costanza (Agrigento) |

|                                |           |                    |
| T. Arrigoni 8’ Gabrielloni 35’ | Marcatori | 74’, 84’ Galligani |

| Arbitro: | Rutella (Enna) |

|                  |           |                              |
| Dubickas 46(pt)’ | Marcatori | 49’ M. Gatto 63’ Gabrielloni |

| Arbitro: | G. Miele (Nola) |

|                      |           |                        |
| Gabrielloni 15’, 31’ | Marcatori | 34’ (aut.) T. Arrigoni |

| Arbitro: | De Tommaso (Rieti) |

|  |           |                                                                     |
|  | Marcatori | 44’ Celeghin 49’ Walker 77’ Daniels 90+1’ F. Ferrari 90+4’ Vincenzi |

### Supercoppa di Serie C
| Arbitro: | Garofalo (Torre del Greco) |

|                         |           |                 |
| Melchiorri 30’ Elia 69’ | Marcatori | 48’ Gabrielloni |

| Arbitro: | Fontani (Siena) |

|  |           |                                         |
|  | Marcatori | 20’ Salzano 41’ Vantaggiato 70’ Peralta |

## Statistiche

### Statistiche di squadra
Aggiornate al 3 maggio 2021
| Competizione | Punti | In casa | In casa | In casa | In casa | In casa | In casa | In trasferta | In trasferta | In trasferta | In trasferta | In trasferta | In trasferta | Totale | Totale | Totale | Totale | Totale | Totale | D.R. |
| Competizione | Punti | G       | V       | N       | P       | Gf      | Gs      | G            | V            | N            | P            | Gf           | Gs           | G      | V      | N      | P      | Gf     | Gs     | D.R. |
| ------------ | ----- | ------- | ------- | ------- | ------- | ------- | ------- | ------------ | ------------ | ------------ | ------------ | ------------ | ------------ | ------ | ------ | ------ | ------ | ------ | ------ | ---- |
| Serie C      | 75    | 19      | 12      | 4       | 3       | 27      | 17      | 19           | 11           | 2            | 6            | 32           | 27           | 38     | 23     | 6      | 9      | 59     | 44     | +15  |

### Andamento in campionato
| Giornata  | 1 | 2 | 3 | 4 | 5 | 6 | 7 | 8 | 9 | 10 | 11 | 12 | 13 | 14 | 15 | 16 | 17 | 18 | 19 | 20 | 21 | 22 | 23 | 24 | 25 | 26 | 27 | 28 | 29 | 30 | 31 | 32 | 33 | 34 | 35 | 36 | 37 | 38 |
| --------- | - | - | - | - | - | - | - | - | - | -- | -- | -- | -- | -- | -- | -- | -- | -- | -- | -- | -- | -- | -- | -- | -- | -- | -- | -- | -- | -- | -- | -- | -- | -- | -- | -- | -- | -- |
| Luogo     | T | C | T | C | T | C | T | C | C | T  | C  | T  | C  | T  | C  | T  | C  | T  | C  | C  | T  | C  | T  | C  | T  | C  | T  | T  | C  | T  | C  | T  | C  | T  | C  | T  | C  | T  |
| Risultato | V | V | V | P | V | N | P | V | N | V  | P  | V  | N  | N  | V  | V  | V  | V  | V  | V  | P  | V  | P  | V  | V  | V  | P  | P  | V  | N  | P  | P  | V  | V  | N  | V  | V  | V  |
| Posizione | 2 | 1 | 1 | 5 | 2 | 2 | 5 | 2 | 2 | 2  | 3  | 3  | 4  | 4  | 2  | 2  | 2  | 2  | 2  | 1  | 2  | 1  | 1  | 1  | 1  | 1  | 1  | 1  | 1  | 1  | 1  | 1  | 1  | 1  | 1  | 1  | 1  | 1  |

Legenda:

Luogo: C = Casa; T = Trasferta. Risultato: V = Vittoria; N = Pareggio; P = Sconfitta.